# Rosa laxa
Espèce
Rosa laxa est une espèce de plantes à fleurs de la famille des Rosaceae. C'est un rosier classé dans la section des Cinnamomeae, originaire d'Asie centrale : Kazakhstan, Kirghizistan, Tadjikistan, Turkestan, Sibérie occidentale, Mongolie, Chine (Xinjiang).
On en connaît deux variétés :
- Rosa laxa var. laxa,
- Rosa laxa var. mollis T. T. Yu & T. C. Ku.

Synonyme : Rosa gebleriana Schrenk.

## Description[1]
Il est proche de Rosa majalis, c'est un buisson haut de 1 à 1,3 mètre, aux tiges vertes ou rougeâtres aiguillonnées, dont les feuilles ont de 5 à 9 folioles.
Ses fleurs blanches, parfois roses, simples, solitaires ou groupées en corymbes de 3 à 6, ont 3 cm de diamètre environ. Elles éclosent en juillet et donnent des fruits ovoïdes rouges de 1 à 1,8 cm de diamètre.

## Distribution
On le rencontre en Sibérie occidentale, dans l'Altaï, dans le Pamiro-Alaï (sud-ouest de l'Asie centrale), le nord de la Mongolie, le Xinjiang. Il a été décrit à partir de spécimens de Sibérie occidentale.
Il pousse dans les zones de steppe boisée, souvent dans des marécages saumâtres, sur les berges de rivières et les rivages maritimes, aux abords des forêts de bouleaux et de conifères, sur les pentes montagneuses.

## Utilisation
Ce rosier est rarement cultivé.
Cette espèce ne doit pas être confondue avec les porte-greffes vendus sous le nom de Laxa qui sont en fait des hybrides de Rosa canina, l'églantier commun, appelés Rosa canina froebelii ou Rosa coriifolia var. froebelli.
Rosa laxa est l'ancêtre de nombreux cultivars de rosiers. Aux États-Unis, le professeur Niels Ebbesen Hansen a utilisé cet églantier dans des croisements afin de renforcer la résistance au froid des variétés qu'il a obtenues. Il s'est fait envoyer des semis de la région de Semipalatinsk dès 1913. L'hybrideur canadien, le Dr Frank Skinner, a également utilisé cette espèce.
Sa zone de rusticité est de 2b à 8b. Il est donc résistant aux très grands froids.